# Somkova Dolîna, Pereiaslav-Hmelnițki
Somkova Dolîna (în ucraineană Сомкова Долина) este localitatea de reședință a comunei Somkova Dolîna din raionul Pereiaslav-Hmelnițki, regiunea Kiev, Ucraina.

## Demografie
Componența lingvistică a localității Somkova Dolîna
     Ucraineană (98,71%)
     Rusă (1,29%)
Conform recensământului din 2001, majoritatea populației localității Somkova Dolîna era vorbitoare de ucraineană (98,71%), existând în minoritate și vorbitori de rusă (1,29%).